# Gochintsé
Gochintsé ou Gošince (en macédonien Гошинце, en albanais Goshinca) est un village du nord de la Macédoine du Nord, situé dans la municipalité de Lipkovo. Le village comptait 424 habitants en 2002. Il est majoritairement albanais.

## Démographie
Lors du recensement de 2002, le village comptait :
| Nationalité | Nombre d'habitants |
| ----------- | ------------------ |
| Albanais    | 420                |
| Bosniaques  | 1                  |
| Autres      | 3                  |